# Nowe potwory
Nowe potwory (wł. I nuovi mostri) – włoska komedia filmowa z 1977 roku w reżyserii Ettorego Scoli, Mario Monicellego i Dino Risiego. Obraz składa się z 14 epizodów, ukazujących życie mieszkańców Italii w humorystyczny sposób.

## Obsada
- Ornella Muti - autostopowiczka
- Alberto Sordi - różne role
- Vittorio Gassman - różne role
- Orietta Berti - piosenkarka
- Gianfranco Barra - mafioso
- Paolo Baroni - komik
- Alfredo Adami - kierowca
- Ugo Tognazzi - różne role

## Produkcja
Zdjęcia kręcono w Rzymie, Anagni (prowincja Frosinone), Formigine (prowincja Modena) oraz w Ragusie na Sycylii.